# Điện Biên Phủ

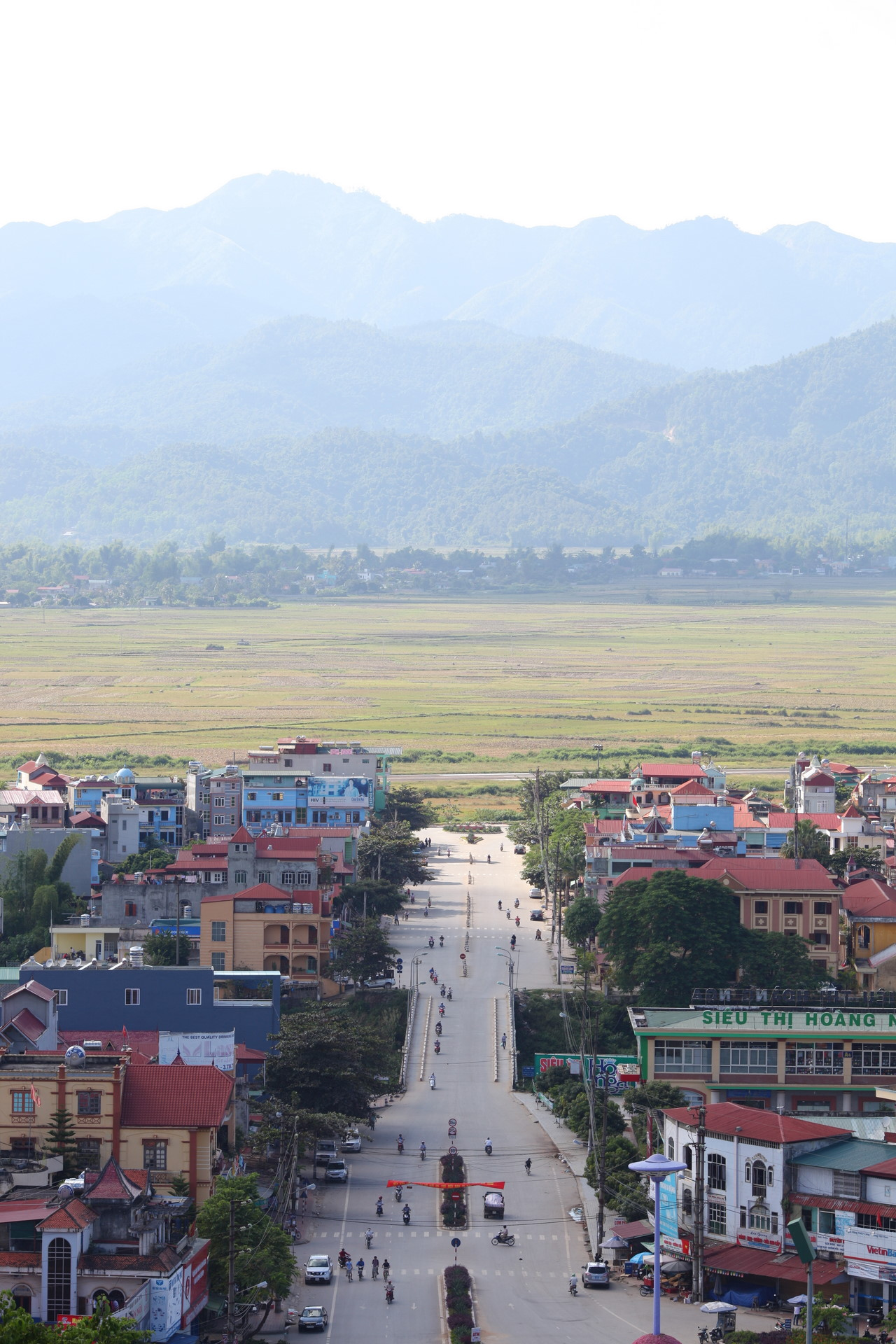
Điện Biên Phủ (2012)

Điện Biên Phủ (Aussprache: [ɗiə̯ˀn˧˨ ɓiə̯n˧ fʊw˧˩˧]; chữ Hán: 奠邊府) ist die Hauptstadt der Provinz Điện Biên in Nordwest-Vietnam. Die Stadt liegt im 20 km langen und sechs km breiten Mường Thanh-Tal, 35 Kilometer von der Grenze zu Laos entfernt.
Die Bevölkerung besteht nur zu etwa einem Drittel aus ethnischen Vietnamesen (Kinh), den Hauptanteil stellen Thái, in geringerem Maße Hmong, Si La und andere.
Im französischen Indochinakrieg war der Talkessel vom französischen Expeditionskorps zu einer Festung ausgebaut worden und Ort der entscheidenden französischen Niederlage 1954 (Schlacht um Điện Biên Phủ). Noch heute erinnern ein großes Mahnmal sowie ein französischer Soldatenfriedhof an die entscheidende Schlacht.